# Santa Cruz (region)
Santa Cruz – jeden z ośmiu regionów (regio) w środkowej części kraju autonomicznego Aruba, należącego do Holandii, w Ameryce Południowej. 1 stycznia 2020 r. liczył 15 236 mieszkańców. Pod względem powierzchni jest największym regionem w kraju. 

## Podział administracyjny
W skład regionu wchodzi siedem stref (zone)
- 5.51 Hooiberg
- 5.52 Papilon
- 5.53 Cashero
- 5.54 Urataca
- 5.55 Macuarima
- 5.56 Balashi/Barcadera
- 5.57 Santa Cruz Other

## Demografia
Region liczy 15 236 mieszkańców (1 stycznia 2020), co stanowi 14,1% całej populacji kraju.
| Kobiety | Mężczyźni |
| ------- | --------- |
| 7316    | 7920      |